# Julie & Ludwig

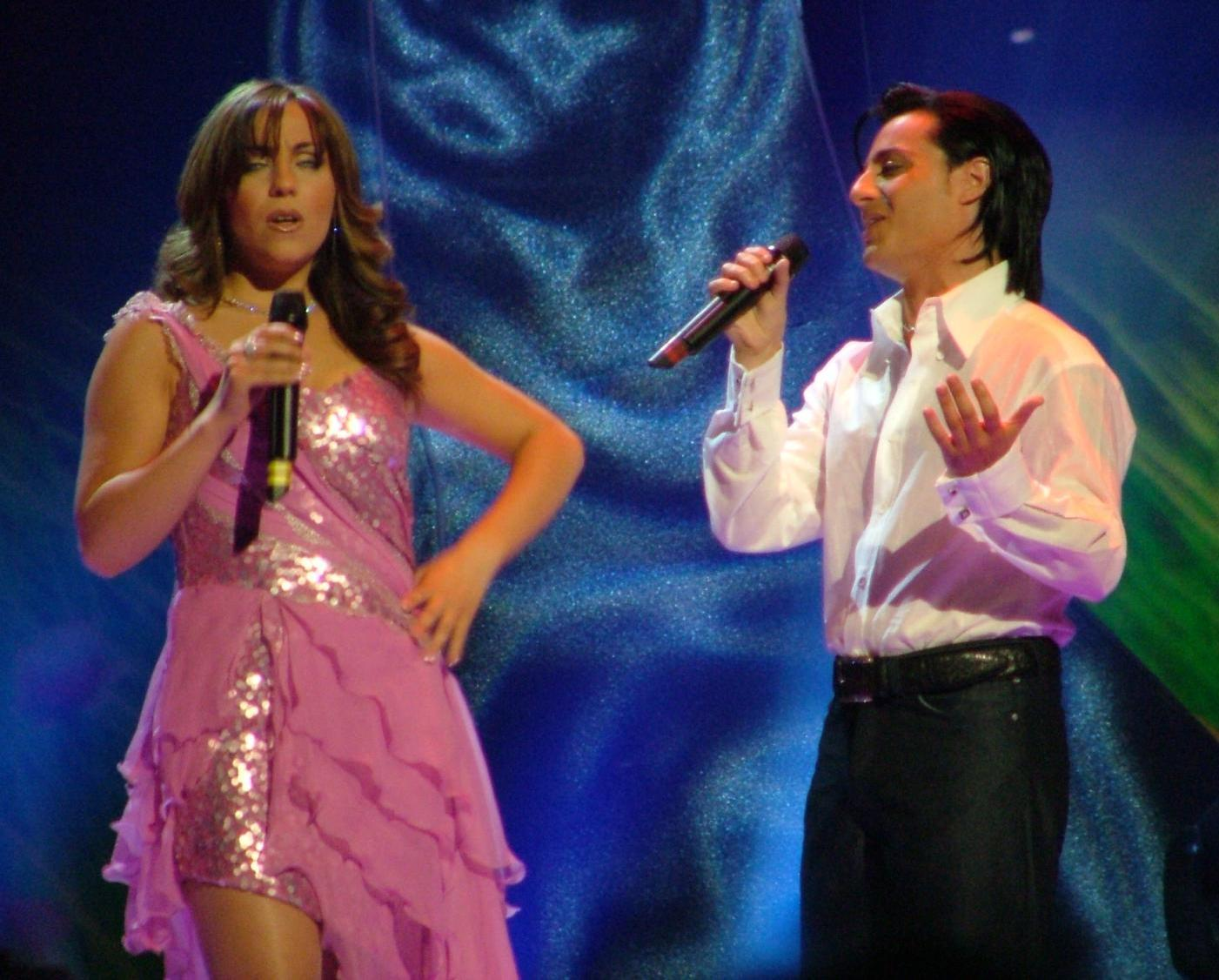
Julie & Ludwig (2004)

Julie & Ludwig (Julie Zahra und Ludwig Galea) sind ein maltesisches Gesangsduo.

## Leben und Wirken
Sie repräsentierten Malta im Jahr 2004 beim Eurovision Song Contest in Istanbul. Mit ihrem Lied On Again … Off Again – getextet von Gerard James Borg, produziert von Ralph Siegel – erreichten sie im Halbfinale den achten Platz mit 74 Punkten. Im Finale kamen sie mit insgesamt 50 Punkten auf den zwölften Platz.
Nach Veröffentlichung ihres Albums Moodswings tourte das Duo durch die USA. 2006 trennten sie sich.
2014 nahm Ludwig als Teil der Band Trilogy am Malta Eurovision Song Contest teil und erreichte im Finale den zehnten Platz.